# Кроуфорд (окръг, Индиана)
Вижте пояснителната страница за други значения на Кроуфорд.
Окръг Кроуфорд (на английски: Crawford County) е окръг в щата Индиана, Съединени американски щати. Площта му е 800 km², а населението е 10 526 души (1 април 2020). Административен център е град Инглиш.